# Trathala nora
Trathala nora är en stekelart som beskrevs av Ian D. Gauld 2000. Trathala nora ingår i släktet Trathala och familjen brokparasitsteklar. Inga underarter finns listade i Catalogue of Life.